# Scaphosepalum cimex
Scaphosepalum cimex är en orkidéart som beskrevs av Carlyle August Luer och Alexander Charles Hirtz. Scaphosepalum cimex ingår i släktet Scaphosepalum och familjen orkidéer.
Artens utbredningsområde är Ecuador. Inga underarter finns listade i Catalogue of Life.